# MOS Technology 8502

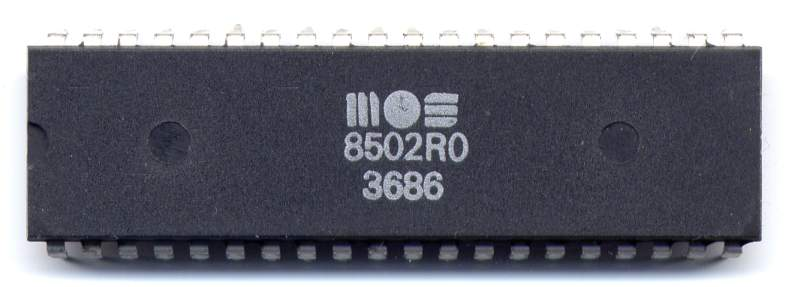
MOS 8502 mikroprocesszor

A MOS Technology 8502 egy a MOS Technology által tervezett 8 bites mikroprocesszor, amelyet a Commodore 128 otthoni számítógépben használtak. Elődje a MOS 6510 processzor, amely a Commodore 64 gép központi egysége. A 8502 képes volt kétszeres órajelen működni, azaz 2.048 MHz-en, a Commodore 64-nél megszokott 1.024 MHz mellett (a Commodore 128 igyekezett fenntartani a kompatibilitást a C-64-gyel).
Mivel a 40 oszlopos VIC-II grafikai vezérlőcsip 
nem kapott elég órajelciklust a feldolgozáshoz, mikor a CPU kétszeres sebességen futott,
a videomegjelenítés "gyors" üzemmódban csak a 80 oszlopos VDC segítségével volt megoldható
(a VIC a CPU-val közös memóriát használt, míg a VDC-nek saját, külön dedikált videomemóriája volt a C-128-ban).
Néhány 40 oszlopos alkalmazás processzorigényes számítások végzésekor szelektíven kikapcsolja a képernyőt, hogy ki tudja használni a sebességnövekedést, amikor a videomegjelenítés nem fontos ill. nem szükséges. Kisebb, kb. 35%-os sebességnövekedést lehetett elérni a 40 oszlopos kijelző bekapcsolt állapota mellett, amikor a 2 MHz-es órajelet csak akkor kapcsolta be a program, amikor a VIC-II a függőleges képernyőszegélyeket (üres margókat) rajzolta, mivel ez alatt az idő alatt a VIC nem használta a RAM-ot.
A 8502 lábkiosztása kissé eltér a 6510-étől: a 8502-esnek van egy extra I/O kivezetése (a beépített I/O port a $0000 és $0001 címekre van leképezve, és ebben a processzorban 7 bites) és hiányzik róla a Φ2 kivezetés, ami a 6510-esen megvan.

A 8502 lábkiosztása (40 lábú DIP)

2007-ben a HP megjelentette a HP 35s számológépét, amelyben a Sunplus Technology által gyártott 8502 mikroprocesszor volt – ennek a processzornak azonban semmi köze sincs a MOS 8502-höz.

## Fordítás
- Ez a szócikk részben vagy egészben  a   MOS Technology 8502 című angol Wikipédia-szócikk ezen változatának fordításán alapul.  Az eredeti cikk szerkesztőit annak laptörténete sorolja fel. Ez a jelzés csupán a megfogalmazás eredetét és a szerzői jogokat jelzi, nem szolgál a cikkben szereplő információk forrásmegjelöléseként.